# گردنه زاغه
گردنه زاغه بخشی از جاده خرم‌آباد به بروجرد است که در منطقهٔ کوهستانی زاغه قرار گرفته‌است. این گردنه به همراه گردنه‌های رازان و زالیان سه محور کوهستانی عمده استان لرستان هستند که بر سر شاهراه سراسری تهران به خوزستان قرار گرفته‌اند.
در جغرافیای غرب ایران ص ۲۹ آمده:
پونه‌کوه و دریاکوه ارتفاعاتشان کمتر از کوه «چهل نابالغان و گروکوه» است و جاده‌هائی به ارتفاع ۲۶۹۰ متر پس از عبور از بروجرد از آنها عبور کرده و به خرم آباد وصل می‌شود مانند گردنه زاغه در جنوب اشتران کوه و قلیان کوه موازی با آن واقع شده‌است. 